# Team SoloMid
Team SoloMid (kurz TSM) ist ein im Januar 2011 gegründetes E-Sport-Team. Es ist besonders für sein erfolgreiches League-of-Legends-Team bekannt, das – Stand: Dezember 2013 – mehrere hunderttausend Dollar Preisgeld erspielt hat. Neben dem ehemaligen Titel-Sponsor Snapdragon (Qualcomm) hat das Team noch zahlreiche weitere Sponsoren, darunter Corsair, Kingston HyperX und Asus.
Das Portal Gamespot begleitete das Team in der Dokumentationsserie Gamecrib, von der zwei Staffeln gedreht wurden. Auch klassische Medien wie beispielsweise das Forbes Magazine berichteten bereits über TSM.
Im Januar 2014 wurde ein Team für das Spiel Smite verpflichtet. Im Jahr 2015 war man mit einem erfolgreichen dänischen Team in Counter-Strike: Global Offensive aktiv, das Ende 2015 jedoch die Organisation verließ.

## Geschichte

### League of Legends
TSM wurde im Januar 2011 von Andy „Reginald“ Dinh gegründet. Zuvor betrieb dieser bereits gemeinsam mit seinem Bruder Dan Dinh das Community-Portal solomid.net. Nach einigen Besetzungsänderungen wurde TSM schnell zu einem der erfolgreichsten nordamerikanischen Teams in League of Legends. Bei der ersten Weltmeisterschaft in League of Legends auf der DreamHack 2011 erreichte das Team den dritten Platz. Es folgten weitere vordere Platzierungen beim Intel Extreme Masters 2011 in Köln (Zweiter Platz) und der Major League Gaming in Providence 2011 (Erster Platz). Bei den World Cyber Games spielten je zwei TSM-Mitglieder für Team USA und Team Kanada und belegten dort die Plätze eins (USA) und drei (Kanada).
2012 gewann TSM mit der IGN ProLeague 4 und der Major League Gaming Spring Championship zwei weitere große LAN-Turniere und qualifizierte sich durch den Sieg bei den North American Regional Finals erneut für die Weltmeisterschaften. Dort unterlag das Team im Viertelfinale jedoch dem späteren Finalisten Azubu Frost aus Südkorea. Mit Einführung der League Championship Series (LCS) 2013 festigte TSM in der Spring-Season den Status als bestes nordamerikanisches Team. In der Summer Season wurde das Team allerdings vom Aufsteiger Cloud 9 bezwungen. Mit dem zweiten Platz gelang trotzdem die Qualifikation für den Saisonhöhepunkt – allerdings kam das Team bei der Weltmeisterschaft 2013 nicht über die Gruppenphase hinaus.
Im November 2013 wurde der dänische Midlane-Spieler Søren „Bjergsen“ Bjerg von Ninjas in Pyjamas zu TSM transferiert, sodass sich der zuvor als Manager und Spieler tätige Andy „Reginald“ Dinh ganz auf administrative Aufgaben konzentrieren kann.
Nach dem Spring Split der LCS 2014 wurde mit Brian „TheOddOne“ Wyllie das letzte der fünf Gründungsmitglieder ausgetauscht. Als Ersatz wurde der deutsche Spieler Maurice „Amazing“ Stückenschneider (zuvor Copenhagen Wolves) verpflichtet. Dazu wurde wegen internen Problemen Alex „Xpecial“ Chu durch den ehemaligen Cloud9 Tempest-Spieler Nicolas „Gleebglarbu“ Haddad ersetzt. Zusätzlich wurde der ehemalige TSM-Spieler Choi „Locodoco“ Yoon-sub als Trainer unter Vertrag genommen. Supportspieler Nicolas „Gleebglarbu“ Haddad wurde während des Summer Splits 2014 durch den Koreaner Ham „Lustboy“ Jang-sik ersetzt. Bei der Weltmeisterschaft 2014 schaffte das Team den Sprung von der Gruppenphase ins Viertelfinale, unterlag dort jedoch dem späteren Turniersieger Samsung White.
2015 konnte TSM zwar wieder bei beiden LCS Splits ein Platz im Finale erreichen, bei der Weltmeisterschaft schied das Team allerdings in der Gruppenphase aus. Daraufhin gaben mit Marcus „Dyrus“ Hill, Ham „Lustboy“ Jang-sik und der Ende 2014 für die Jungleposition verpflichtete Lucas „Santorin“ Larsen gleich drei Spieler ihr Ausscheiden aus dem Team bekannt. Außerdem wechselte der ADC Jason „WildTurtle“ Tran zum Spring Split 2016 zu Immortals.
Mit dem einzigen verbliebenen Søren „Bjergsen“ Bjerg wagte TSM einen Neuanfang. Dazu wurden Kevin „Hauntzer“ Yarnell für die Top Lane, Dennis „Svenskeren“ Johnsen für den Jungle, Yiliang „Doublelift“ Peng als ADC und Bora „YellOwStaR“ Kim als Supporter verpflichtet. Nach einem schwachen Regulären Split erreichte das Lineup den 2. Platz in den Playoffs. Zum Summer Split wechselte Bora „YellOwStaR“ Kim zu Fnatic. Er wurde durch Vincent „Biofrost“ Wang ersetzt. TSM konnte sowohl im regulären Split als auch in den Playoffs dominieren und gewannen somit den Summer Split. Damit qualifizierten sie sich für die Worlds 2016, sind jedoch bereits in der Gruppenphase gegen Samsung Galaxy und RNG ausgeschieden.
Zum Spring Split 2017 tritt TSM wieder mit Jason „WildTurtle“ Tran als ADC an, da Yiliang „Doublelift“ Peng eine Spielpause einlegen wollte. Während des Spring Splits verlieh man Doublelift aber zu Team Liquid, da diese große Probleme hatten und am Ende der Tabelle standen. TSM beendete den Split mit dem ersten Platz und qualifizierte sich somit für das Mid-Season Invitational. Dort bekamen sie bereits früh mit dem vietnamesischen Team GIGABYTE Marines Probleme. Sie schieden bereits in der Gruppenphase aus.

### Expansion in andere E-Sport-Titel
Im Januar 2014 nahm TSM ein europäisches Smite Team unter Vertrag, welches im März 2014 den mit ca. 105.000 Dollar dotierten ersten Platz des Smite Launch Tournaments erzielte.
TSM verpflichtete Ende Januar 2015 das CS:GO Lineup vom ehemaligen Team Dignitas, nachdem deren Spieler von einer Vertragsverlängerung bei der britischen Organisation absahen. Das Team war am selben Tag Dritter bei den MLG X-Games 2015 in Aspen geworden. Zu den Erfolgen des CS:GO-Lineups zählten im Jahr 2015 die Siege in der FACEIT League 2015 (Stage 1 und 2), in der PGL (CS:GO Season 1) oder auf den Fragbite Masters (Season 4). Bei den Major-Turnieren konnte sich das Team nie ins Finale spielen. Am 3. Dezember trennte sich TSM vom dänischen CS:GO-Team. Am 19. Januar 2016 wurde ein neues amerikanisches Lineup in dieser Disziplin vorgestellt.

## Spieler

### League of Legends
(Quelle:)
| \| Nat. \| Name \| Position \| \| ------------------- \| ----------------------------- \| -------- \| \| Korea Sud \| Heo „Huni“ Seung-hoon \| Top Lane \| \| China Volksrepublik \| Mingyi „Spica“ Lu \| Jungle \| \| Deutschland \| Tristan „PowerOfEvil“ Schrage \| Mid Lane \| \| Neuseeland \| Lawrence „Lost“ Hui \| AD-Carry \| \| Taiwan \| Hu „SwordArt“ Shuo-Chieh \| Support \| | ehemalige Spieler (Auswahl) - Brian „TheOddOne“ Wyllie (Jungle, Jan. 2011–Mai 2014) - Andy „Reginald“ Dinh (Mid, Jan. 2011–Nov. 2013) - Choi „Locodoco“ Yoon-sub (ADC, Jan.–März 2011) - Shan „Chaox“ Huang (Support/ADC, Jan. 2011–März 2013) - Christian „The Rain Man“ Kahmann (Top, Apr. 2011-März 2012) - Alex „Xpecial“ Chu (Support, Apr. 2011–Mai 2014) - Marcus „Dyrus“ Hill (Top, März 2012-Okt. 2015) - Nicolas „Gleeb“ Haddad (Support, Mai.–Juli 2014) - Maurice „Amazing“ Stückenschneider (Jungle, Mai–Okt. 2014) - Ham „Lustboy“ Jang-sik (Support, Juli 2014-Okt. 2015) - Lucas „Santorin“ Larsen (Jungle, Dez. 2014-Okt. 2015) - Raymond „kaSing“ Tsang (Support, Nov. 2015) - Bora „YellOwStaR“ Kim (Support, Jan. 2016-April 2016) - Joshua „Dardoch“ Hartnett (Jungle, Nov. 2019-Mai. 2020) - Vincent „Biofrost“ Wang (Support, Mai. 2016-Nov. 2017) - Dennis „Svenskeren“ Johnsen (Jungle, Nov. 2015-Nov. 2017) - Kevin „Hauntzer“ Yarnell (Top, Nov. 2015-Nov. 2018) |          |
| Nat. | Name | Position |
| Korea Sud | Heo „Huni“ Seung-hoon | Top Lane |
| China Volksrepublik | Mingyi „Spica“ Lu | Jungle   |
| Deutschland | Tristan „PowerOfEvil“ Schrage | Mid Lane |
| Neuseeland | Lawrence „Lost“ Hui | AD-Carry |
| Taiwan | Hu „SwordArt“ Shuo-Chieh | Support  |

### Counter-Strike: Global Offensive
(Stand: 2. Oktober 2024)
| aktuelle Spieler - Valdemar „valde“ Vangså (seit Aug. 2023) - Rasmus „Zyphon“ Nordfoss (seit Feb. 2024) - Frederik „acoR“ Gyldstrand (seit Jul. 2024) - Nikolaj „niko“ Kristensen (seit Jul. 2024) - William „sirah“ Kjærsgaard (seit Sep. 2024) | ehemalige Spieler (Auswahl) - Peter „dupreeh“ Rasmussen (Feb. 2015-Dez. 2015) - Finn „Karrigan“ Andersen (Feb. 2015-Dez. 2015) - Andreas „Xyp9x“ Højsleth (Feb. 2015-Dez. 2015) - Nicolai „device“ Reedtz (Feb. 2015-Dez. 2015) - René „cajunb“ Borg (Feb. 2015-Dez. 2015) - Timothy „autimatic“ Ta (Jan. 2016-Aug. 2016) - Kory „SEMPHIS“ Friesen (Jan. 2016-Dez. 2016) - Pujan „FNS“ Mehta (Jan. 2016-Dez. 2016) - Shahzeb „ShahZaM“ Khan (Dez. 2016-Jan. 2017) - Hunter „SicK“ Mims (Jan. 2016-Jan. 2017) - Russel „Twistzz“ VanDulken (März 2016-Jan. 2017) - Skyler „Relyks“ Weaver (Aug. 2016-Jan. 2017) |

### Smite
| aktuelle Spieler - Benjamin „bchm“ Chmura (Solo, seit Sep. 2015) - Peter „DaGarz“ Gary (Jungle, seit März 2015) - Nicholas „TheBoosh“ Lewis (Mid, seit März 2015) - Evan „Snoopy“ Jones (Hunter, seit März 2015) - Sinjin „Eonic“ Thorpe (Support, seit März 2015) | ehemalige Spieler (Auswahl) - Nicklas „Divios“ Neumeyer (Solo, bis März–Sep. 2015) - Mark „Gamehunter“ Horstel (Jan.–Dez. 2014) - Andreas „QvoFred“ Korsbo (Jan.–Dez. 2014) - Emil „Lawbster“ Evensen (Jan.–Dez. 2014) - Aiman „YOUNGBAE“ Azmir (Jan.–Dez. 2014) - Jeppe „TrixTank“ Gylling (Jan.–Dez. 2014) - Rafael „Smek“ Kowar (Jan.–Dez. 2014) - Simon „Zimpstar“ Hagert (Jan.–Dez. 2014) |

### Hearthstone
- /  Octavian „Kripparrian“ Morosan (seit Jan. 2015)[20]

### Smash Bros
- William „Leffen“ Hjelte (Smash Bros Melee (Fox), seit März 2015)
- Gonzalo „ZeRo“ Barrios (Smash Bros 4 (Diddy Kong, Sheik), seit August 2015)

### Overwatch
(Quelle:)
- Gale „GaleAdelade“ Adelade (seit Mitte 2017)
- Calvin „aimbotcalvin“ Chau (seit Mitte 2017)

### Playerunknown’s Battlegrounds
(Quelle:)
- Aaron „aLOW“ Lommen (seit Mai 2021)
- Kurtis „Purdy“ Bond (seit Mai 2021)
- Andrew „pentalol“ Franco (seit Mai 2021)
- Luke „luke12“ Newey (seit Mai 2021)

### Vainglory
- Michael „FlashX“ Valore (seit Frühling 2016)
- Raul „BestChuckNA“ Montano-Chaidez (seit Mitte 2016)
- Lechaun „VONC“ Jiao (seit Mitte 2016)

### Fortnite
- Juan „CaMiLLs“ Camilla (seit Jan. 2018)
- Jimmy „HighDistortion“ Moreno (seit Jan. 2018)
- Shane „OPscT“ Turnbull (seit Feb. 2018)
- Darryle „TSM_G2-Bryze“ Hamlin (seit Feb. 2018)
- Daequan „Daequan“ Loco (seit Feb. 2018)
- Ali „Myth“ Kabbani

### H1Z1
- Charett „geesh“ Shearer
- Carter „carta“ Bjorklund
- Eric „ogrtiv“ Geel
- Mark „dropped“ Thees
- Jacob „Shellshock“ Hash

### Rocket League
Aktuelle Spieler (September 2024)
(Quelle:)
- Gwil „creamz“ Muir
- Stephen „hockE“ Hoelbinger
- Dylan „Wahvey“ Thanus
- Aron „Eclipse“ Jones (Coach)

### Apex Legends
Aktuelle Spieler (November 2022)
- Philip „ImperialHal“ Dosen (seit 6. März 2019)
- Jordan „Reps“ Wolfe (seit 26. Juni 2019)
- Evan „Verhulst“ Verhulst (seit 1. Dezember 2021)

Ehemalige Spieler
- Eric „Snip3down“ Wrona
- Mac Kenzie „Albralelie“ Beckwith
- Taylor „THump“ Humphries
- Jose „ProdigyAces“ Soto

## Erfolge (Auswahl)

### League of Legends
| Datum     | Platz   | Turnier                                                 | Preisgeld |
| --------- | ------- | ------------------------------------------------------- | --------- |
| Juni 2011 | 3.      | Riot World Championship – Season 1                      | 010.000 $ |
| Aug. 2011 | 2.      | Intel Extreme Masters Season VI – Global Challenge Köln | 06.500 $  |
| Nov. 2011 | 1.      | Major League Gaming – Providence 2011                   | 015.000 $ |
| Jan. 2012 | 2.      | Intel Extreme Masters Season VI – Global Challenge Kiew | 06.500 $  |
| Apr. 2012 | 1.      | IGN ProLeague 4                                         | 025.000 $ |
| Juni 2012 | 1.      | Major League Gaming – Spring Championship               | 025.000 $ |
| Sep. 2012 | 1.      | Riot North American Regional Finals                     | 040.000 $ |
| Okt. 2012 | 5.–8.   | Riot World Championship – Season 2                      | 075.000 $ |
| Apr. 2013 | 1.      | League Championship Series – Season 3 Spring Playoffs   | 050.000 $ |
| Sep. 2013 | 2.      | League Championship Series – Season 3 Summer Playoffs   | 025.000 $ |
| Okt. 2013 | 11.–12. | Riot World Championship – Season 3                      | 030.000 $ |
| Apr. 2014 | 2.      | League Championship Series – 2014 Spring Playoffs       | 025.000 $ |
| Sep. 2014 | 1.      | League Championship Series – 2014 Summer Playoffs       | 050.000 $ |
| Okt. 2014 | 5.–8.   | Riot World Championship – 2014 Season                   | 075.000 $ |
| März 2015 | 1.      | Intel Extreme Masters Season IX – World Championship    | 108.414 $ |
| Apr. 2015 | 1.      | League Championship Series – 2015 Spring Playoffs       | 050.000 $ |
| Aug. 2015 | 2.      | League Championship Series – 2015 Summer Playoffs       | 025.000 $ |
| Apr. 2016 | 2.      | League Championship Series – 2016 Spring Playoffs       | 025.000 $ |
| Aug. 2016 | 1.      | League Championship Series – 2016 Summer Playoffs       | 050.000 $ |
| Apr. 2017 | 1.      | League Championship Series – 2017 Spring Playoffs       | 100.000 $ |
| Sep. 2017 | 1.      | League Championship Series – 2017 Summer Playoffs       | 100.000 $ |
| Sep. 2018 | 3.      | League Championship Series – 2018 Summer Playoffs       | 030.000 $ |
| Apr. 2019 | 2.      | League Championship Series – 2019 Spring Playoffs       | 050.000 $ |

### Smite
| Datum     | Platz | Turnier                                             | Preisgeld |
| --------- | ----- | --------------------------------------------------- | --------- |
| Mär. 2014 | 1.    | Smite Launch Tournament                             | 104.596 $ |
| Apr. 2015 | 2.    | Smite Pro League – Season 2 Spring Multi-Region LAN | 017.500 $ |
| Juni 2015 | 1.    | Smite Pro League – Season 2 Summer Finals           | 050.000 $ |

### CS:GO
| Datum     | Platz   | Turnier                                                  | Preisgeld     |
| --------- | ------- | -------------------------------------------------------- | ------------- |
| Mär. 2015 | 5. – 8. | ESL One Katowice 2015                                    | 010.000 $     |
| Apr. 2015 | 1.      | CCS Finals Season 1                                      | 040.000 $     |
| Mai 2015  | 1.      | FaceIT League 2015 Stage 1                               | nicht bekannt |
| Juni 2015 | 1.      | Fragbite Masters Season 4                                | 225.000 SEK   |
| Juni 2015 | 3.      | ESL ESEA Pro League Season 1 EU Division                 | 015.000 $     |
| Juli 2015 | 1.      | FaceIT League 2015 Stage 2                               | 040.000 $     |
| Aug. 2015 | 3. – 4. | ESL One Cologne 2015                                     | 022.000 $     |
| Sep. 2015 | 2.      | ESL ESEA Pro League Dubai Invitational 2015              | 060.000 $     |
| Sep. 2015 | 1.      | Counter Pit League                                       | 023.750 $     |
| Okt. 2015 | 1.      | PGL CS:GO Season 1 – Finals                              | 040.000 $     |
| Nov. 2015 | 5. – 8. | DreamHack Cluj-Napoca 2015                               | 010.000 $     |
| Nov. 2015 | 1.      | ESL ESEA Pro League Season 2 EU Division                 | 018.000 $     |
| Nov. 2015 | 2.      | Intel Extreme Masters Season X – San Jose                | 022.500 $     |
| Nov. 2015 | 3. – 4. | FaceIT League 2015 Stage 3 auf der DreamHack Winter 2015 | 025.000 $     |
| Juni 2016 | 3. – 4. | Esports Championship Series Season 1 – Finals            | 080.000 $     |

### Rocket League
| Datum     | Platz | Turnier                            | Preisgeld   |
| --------- | ----- | ---------------------------------- | ----------- |
| Juni 2019 | 2.    | DreamHack Pro Circuit: Dallas 2019 | 20.000 $    |
| Mai 2019  | 6.    | RLCS Season 7 – Europe             | 23,531.25 $ |